# 列斯雄獅
列斯雄獅（英語：Leeds Lions）是一隊已經不復存在的英國沙地摩托車隊，其基地位於該國英格蘭西約克郡列斯埃蘭路（英語：Elland Road）的富勒頓公園運動場（英語：Fullerton Park Sports Stadium），該隊曾在1928年至1938年間參與沙地摩托車比賽。1929年，全球第一個沙地摩托車比賽因「英格蘭泥土賽道聯賽」（英語：English Dirt Track League；其後改稱為北方聯賽，英語：Northern League）的成立而出現，當時列斯雄獅隊也曾於該年參賽，並最終在後段擊敗來自曼徹斯特的白城隊（英語：White City）而奪得冠軍。